# Championnat de Malte de football 1952-1953
Navigation
Saison précédente Saison suivante
La saison 1952-1953 de First Division Maltaise était la trente-huitième édition de la première division maltaise.
Lors de cette saison, le Floriana FC a conservé son titre de champion face aux sept meilleurs clubs maltais lors d'une série de matchs se déroulant sur toute l'année.
Les huit clubs participants au championnat ont été confrontés à deux reprises aux sept autres.
Le Floriana FC a été sacré champion de Malte pour la seizième fois.

## Les huit clubs participants
| Club                | Stade             | Capacité | Ville      |
| ------------------- | ----------------- | -------- | ---------- |
| Birkirkara-Luxol    | Infetti Ground    | 2 000    | Birkirkara |
| Floriana FC         | -                 | -        | Floriana   |
| Hamrun Spartans     | Victor Tedesco    | 6 000    | Hamrun     |
| Paola Hibernians FC | Hibernians Ground | 8 000    | Paola      |
| Rabat FC            | -                 | -        | Rabat      |
| Sliema Wanderers FC | Guze Fava Ground  | 4 000    | Sliema     |
| St. George's FC     | -                 | -        | Bormla     |
| La Vallette FC      | -                 | -        | La Valette |

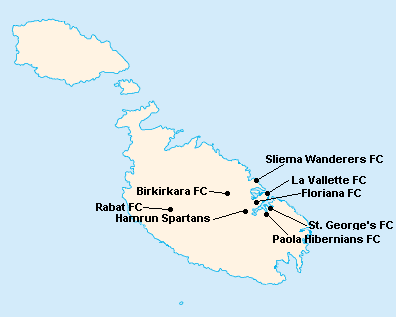
Localisation des clubs engagés dans le championnat.

L'île de Malte étant relativement petite, les clubs évoluent tous au stade National Ta'Qali (17 400 places). Certain cependant ont leur propre enceinte qu'ils peuvent éventuellement utiliser.

## Compétition

### Classement
| Rang | Équipe              | Pts | J  | G | N | P | Bp | Bc | Diff |
| ---- | ------------------- | --- | -- | - | - | - | -- | -- | ---- |
| 1    | Floriana FC (T) (C) | 21  | 14 | 9 | 3 | 2 | 27 | 12 | +15  |
| 2    | Birkirkara FC (P)   | 20  | 14 | 9 | 2 | 3 | 19 | 10 | +9   |
| 3    | La Vallette FC      | 19  | 14 | 7 | 5 | 2 | 26 | 17 | +9   |
| 4    | Sliema Wanderers FC | 13  | 14 | 4 | 5 | 5 | 20 | 16 | +4   |
| 5    | Paola Hibernians FC | 12  | 14 | 4 | 4 | 6 | 22 | 25 | -3   |
| 6    | Rabat FC            | 11  | 14 | 4 | 3 | 7 | 13 | 18 | -5   |
| 7    | Hamrun Spartans     | 9   | 14 | 3 | 3 | 8 | 14 | 19 | -5   |
| 8    | St. George's FC     | 7   | 14 | 2 | 3 | 9 | 10 | 34 | -24  |

| Légende : Qualifications et relégations | Légende : Qualifications et relégations                                                     |
| --------------------------------------- | ------------------------------------------------------------------------------------------- |
|                                         | Relégation en Second Division Maltaise                                                      |
|                                         | (T) : Tenant du titre 1951-1952 (P) : Promu en 1951-1952 (C) : Vainqueur du Trophée Rothman |

## Bilan de la saison
| Tableau d'Honneur       |             |
| Compétition             | Vainqueur   |
| First Division Maltaise | Floriana FC |
| Trophée Rothman         | Floriana FC |

| Promotions et relégations            |                 |
| Relégués en Second Division Maltaise | St. George's FC |
| Promus de Second Division Maltaise   | Melita FC       |